# Escocia en la Copa Mundial de Rugby de 1987
El XV del Cardo fue una de las 16 naciones, invitadas por World Rugby, participantes de la Copa Mundial de Rugby de 1987 que se realizó en Nueva Zelanda.
Escocia había ganado el Torneo de las Cinco Naciones 1984 obteniendo el Grand Slam y había compartido el título de 1986, por lo que esperanzaba vencer a Francia en el grupo y alcanzar las semifinales. Si bien no alcanzó el objetivo, dejó una mejor imagen que Inglaterra e Irlanda.

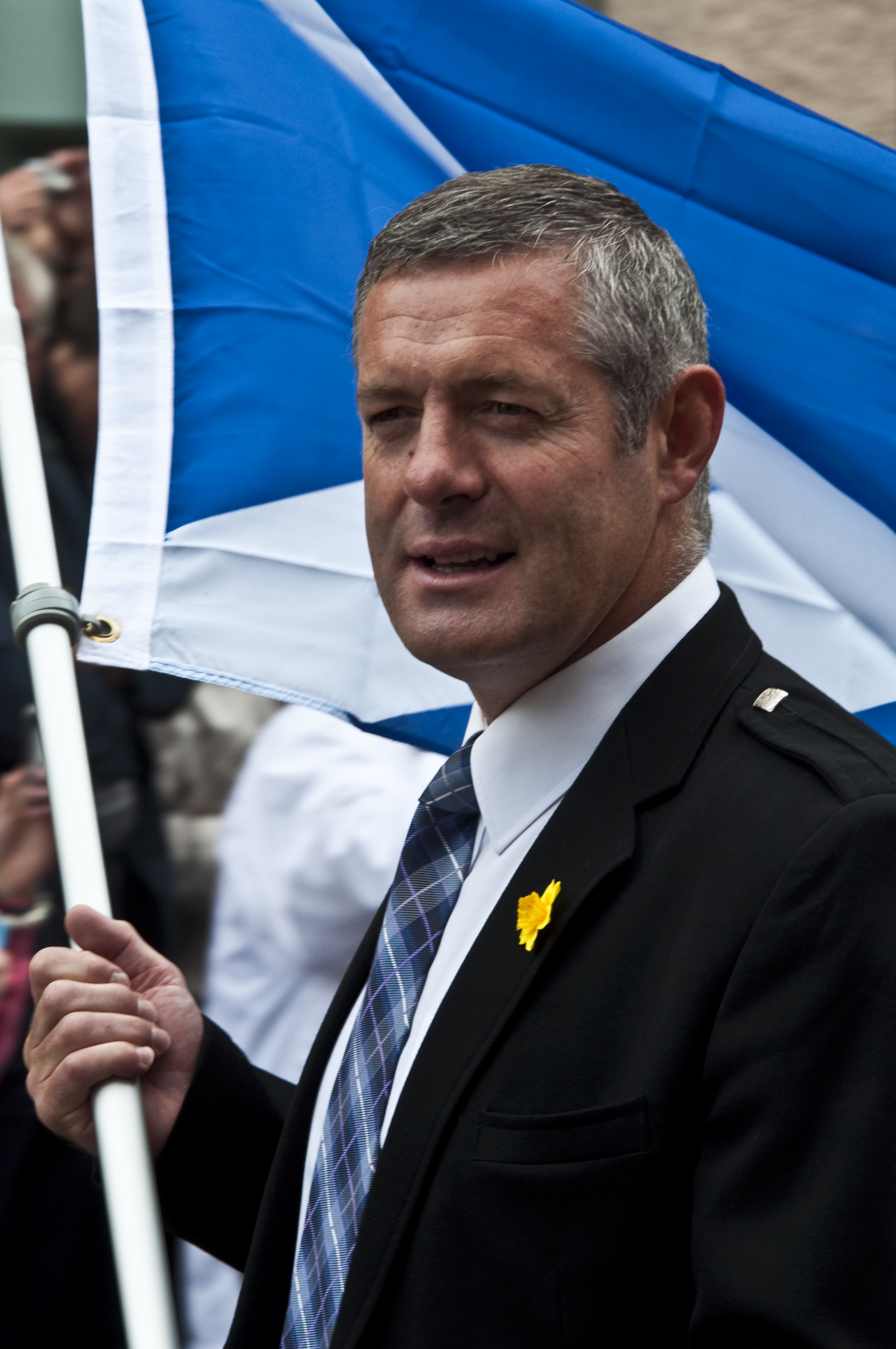
Gavin Hastings era la estrella.

## Plantel

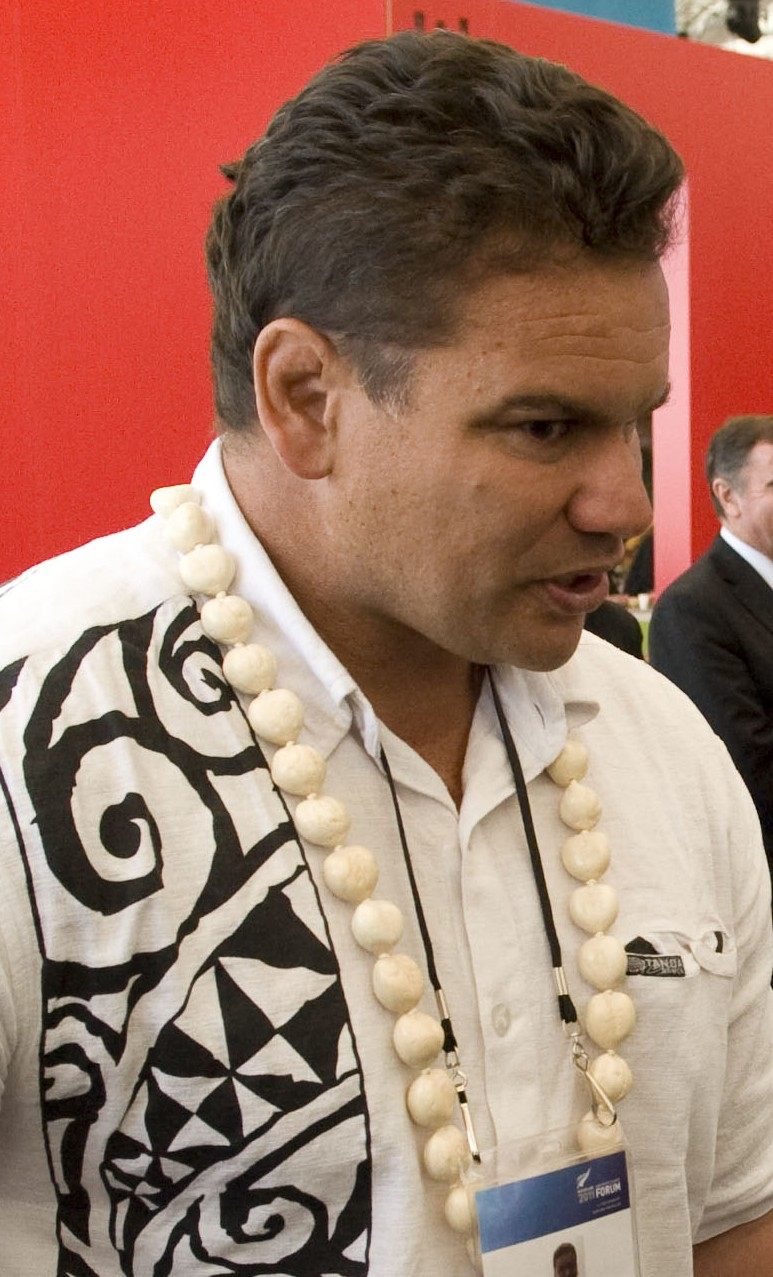
Por los cuartos, Calder y Jeffrey marcaron a la leyenda Michael Jones.

El director técnico fue Grant (49 años).
Las edades son a la fecha del último partido de Escocia (6 de junio de 1987).
|                           | Jugador                  | Edad    | Posición      | Tests | Equipo                 |
| ------------------------- | ------------------------ | ------- | ------------- | ----- | ---------------------- |
| Hookers y Pilares         |                          |         |               |       |                        |
|                           | Alex Brewster            | 33 años | Pilar         | 6     | Stewart's Melville RFC |
|                           | Gary Callander           | 27 años | Hooker        | 1     | Kelso RFC              |
| 2                         | Colin Deans              | 32 años | Hooker        | 48    | Hawick RFC             |
| 3                         | Iain Milne               | 30 años | Pilar         | 36    | Heriot's Rugby Club    |
|                           | Norrie Rowan             | 35 años | Pilar         | 8     | Forrester Rugby Club   |
| 1                         | David Sole               | 25 años | Pilar         | 6     | Bath Rugby             |
| Segundas líneas           |                          |         |               |       |                        |
|                           | Jeremy Campbell-Lamerton | 30 años | Segunda línea | 1     | London Scottish FC     |
| 5                         | Alan Tomes               | 35 años | Segunda línea | 44    | Hawick RFC             |
| 4                         | Derek White              | 29 años | Segunda línea | 6     | London Scottish FC     |
| Alas y Octavos            |                          |         |               |       |                        |
| 7                         | Finlay Calder            | 29 años | Ala           | 9     | Heriot's Rugby Club    |
| 6                         | John Jeffrey             | 28 años | Ala           | 12    | Kelso RFC              |
| 8                         | Iain Paxton              | 29 años | Octavo        | 33    | Glenrothes Rugby       |
|                           | Derek Turnbull           | 25 años | Ala           | 0     | Hawick RFC             |
| Medios scrums             |                          |         |               |       |                        |
| 9                         | Roy Laidlaw              | 33 años | Medio scrum   | 44    | Jed-Forest RFC         |
|                           | Greig Oliver             | 22 años | Medio scrum   | 0     | Hawick RFC             |
| Aperturas y Centros       |                          |         |               |       |                        |
|                           | Richard Cramb            | 23 años | Centro        | 0     | Newcastle Falcons      |
|                           | Scott Hastings           | 22 años | Centro        | 8     | Watsonians             |
| 12                        | Keith Robertson          | 32 años | Centro        | 36    | Melrose RFC            |
|                           | John Rutherford          | 31 años | Apertura      | 42    | Selkirk RFC            |
| 13                        | Alan Tait                | 22 años | Centro        | 0     | Kelso RFC              |
| 10                        | Douglas Wyllie           | 24 años | Apertura      | 5     | Selkirk RFC            |
| Fullbacks y Wings         |                          |         |               |       |                        |
|                           | Peter Dods               | 29 años | Fullback      | 16    | Gala RFC               |
| 14                        | Matt Duncan              | 27 años | Wing          | 8     | West of Scotland F.C.  |
| 15                        | Gavin Hastings           | 25 años | Fullback      | 9     | Watsonians             |
| 11                        | Iwan Tukalo              | 26 años | Wing          | 5     | Heriot's Rugby Club    |
| Entrenador: Derrick Grant |                          |         |               |       |                        |

## Participación
Escocia integró el grupo D con Rumania, los candidatos Les Bleus y la débil Zimbabue.
El partido clave fue ante Francia, del entrenador Jacques Fouroux y los seleccionados: el capitán Daniel Dubroca, Jean Condom, la estrella Dominique Erbani, Pierre Berbizier, las leyendas Philippe Sella y Serge Blanco. La prueba finalizó en un empate 20–20 y el XV del Cardo avanzó como segunda del grupo, por diferencia de puntos.

### Fase final
Los cuartos de final los cruzó ante los All Blacks, dirigidos por Brian Lochore, quien diagramó: Steve McDowall, la estrella Gary Whetton, Michael Jones, el capitán David Kirk, Warwick Taylor y el prolífico anotador de tries Craig Green. Nueva Zelanda venció 30–3.

## Legado
Años después el capitán Deans confirmó varias historias de la participación: la selección no entrenó como preparación antes del torneo, los jugadores cobraron £17 por día y el plantel bebió cerveza Steinlager todo la estadía, como parte de un acuerdo comercial.
Callander murió de cáncer de páncreas en 2021, el primer fallecido del plantel.